# Негурица, Константин Витальевич
Негурица Константин Витальевич (род. 30 августа 1960 года, г. Пермь) — российский государственный и политический деятель, Глава городского поселения Сергиев Посад Московской области.

## Биография
Образование высшее. Окончил в 1983 г. Ленинградский электротехнический институт и в 2004 году — Московский государственный индустриальный университет. Учился в аспирантуре НПО «Энергия» в Королеве.
После обучения в 1983 году по распределению попал в НииХимМаш в п. Новостройка.
Затем, работая на космодроме «Байконур», участвовал в первом запуске «Энергии» и запуске «Бурана». Являлся секретарем комсомольской организации.
После сворачивания космической программы работал в п. Новостройка и в Москве, занимался созданием программного обеспечения экспертных систем. Возглавлял департамент ипотечного кредитования в Российском агентстве инвестиций и недвижимости.
В 1998 году по приглашению главы района возглавил Администрацию поселка Новостройки (в 2000 г. поселок получил свое новое название и статус — город Пересвет).
В 2004 году по результатам первых муниципальных выборов снова возглавил город Пересвет и стал первым избранным главой города.
В 2010 году был избран депутатом Сергиево-Посадского районного Совета депутатов, и на первом заседании был избран председателем Совета депутатов. Через 3 года перешел на работу в Администрацию Сергиево-Посадского муниципального района на должность заместителя Главы администрации района. В октябре 2016 года был назначен Первым заместителем Главы Администрации городского поселения Сергиев Посад, и в ноябре того же года — врио Главы администрации.
В 2017 году успешно баллотировался в депутаты городского поселения Сергиев Посад по избирательному округу № 1. На заседании думы 21 декабря 2017 года большинством голосов депутатов (19 — «за») избран Главой городского поселения Сергиев Посад и, одновременно, председателем городского Совета (в соответствии с Уставом).
Член Политсовета местного отделения Сергиево-Посадского района «Единая Россия».
Семейное положение: женат, один ребёнок.